# 肾上腺甾酮
肾上腺甾酮（英語：Adrenosterone），也称作赖希施泰因氏化合物G（Reichstein's substance G），或11-羰基雄烯二酮（11-ketoandrostenedione，缩写11-KA4），或11-氧代雄烯二酮（11-ketoandrostenedione，缩写11-OXO），化学名称作雄甾-4-烯-3,11,17-三酮（androst-4-ene-3,11,17-trione）是一种代謝中間產物，由微弱的雄激素活性，可合成11-酮睾酮，1936年由巴塞尔大学的塔德乌什·赖希施泰因在腎上腺皮質中发现。